# APEC Peru 2008
APEC Peru 2008 là một loạt các cuộc họp chính trị được tổ chức ở Peru giữa 21 nền kinh tế thành viên của Diễn đàn Hợp tác Kinh tế châu Á - Thái Bình Dương trong năm 2008. Mặc dù các lãnh đạo doanh nghiệp của khu vực cũng đã gặp trước khi hội nghị chính thức bắt đầu. Các nhà lãnh đạo từ tất cả các nước thành viên đã gặp nhau trong ngày 22-23 tháng 11 năm 2008 tại Lima. 21 thành viên chiếm khoảng 60% tổng sản phẩm nội địa của thế giới.

## Lịch sử APEC Peru
Peru là thành viên chính thức của APEC từ năm 1998. Sự tham gia của Peru bắt đầu khi Malaysia tổ chức diễn đàn hội nghị thượng đỉnh tại Kuala Lumpur.
Peru tham gia vào APEC là kết quả của những nỗ lực phối hợp của các đại diện chính phủ, cộng đồng doanh nghiệp và học thuật. Peru đã phát triển một chiến lược, cùng với các chuyến thăm của các quan chức công chúng cấp cao đến các nền kinh tế châu Á-Thái Bình Dương khác nhau đã giành được sự ủng hộ của các thành viên để đạt được mục tiêu này.

## Mở rộng
Từ năm 2004, Colombia và Ecuador dự kiến sẽ gia nhập APEC khi Peru tổ chức cuộc họp; nhưng tại APEC Úc 2007, các nhà lãnh đạo đã đồng ý không cho phép kết nạp thêm thành viên cho đến năm 2010.

## Logo
Logo hội nghị thượng đỉnh APEC Peru 2008 được tạo ra bởi nhà thiết kế quảng cáo Nilton García Tejada, người đã chiến thắng một cuộc thi được triệu tập bởi Bộ Ngoại giao Peru. Logo kết hợp một cảm giác mạnh mẽ về tính hiện đại và lịch sử. Các màu đỏ và trắng đại diện cho màu sắc trên lá cờ quốc gia của Peru, trong khi các hình dạng bí ẩn đại diện cho Machu Picchu, một di sản thế giới UNESCO và là một trong bảy kỳ quan thế giới mới.

## Chủ đề
Tổng thống Peru với tư cách là chủ nhà hội nghị thượng đỉnh, đã chọn đề tài cho cuộc họp là "Một cam kết mới đối với Phát triển châu Á - Thái Bình Dương". Để thúc đẩy cam kết như vậy, APEC hy vọng sẽ tích hợp các lĩnh vực khác nhau của xã hội trong việc đáp ứng các mục tiêu, các khu vực công và tư nhân, xã hội dân sự và các tổ chức tài chính quốc tế. Các đầu mối bổ sung bao gồm sự phát triển của cá nhân và nền kinh tế, cũng như đưa ra một kế hoạch gắn kết để giải quyết các vấn đề khu vực bao gồm an ninh năng lượng, an ninh cá nhân, biến đổi khí hậu và tăng trưởng kinh tế bền vững.
Các vấn đề khác được thảo luận bao gồm: trách nhiệm xã hội của doanh nghiệp, tự do hóa thương mại và khủng hoảng tài chính, đầu tư "nhằm mục đích thiết lập các biện pháp cung cấp hội nhập kinh tế và tự do thương mại giữa các nền kinh tế", chống tham nhũng và minh bạch, các vấn đề biến đổi khí hậu và những cách thức mới để giảm thiểu rủi ro liên quan đến môi trường, hội nhập kinh tế khu vực, hỗ trợ Vòng Phát triển Doha, Cải cách APEC, cải cách cơ cấu, an ninh lương thực, hợp tác kinh tế và kỹ thuật, các vấn đề kinh tế toàn cầu và an ninh con người.

## Mục tiêu
Theo một quan chức từ nước sở tại, người ta dự đoán rằng các nhà lãnh đạo của các nền kinh tế khu vực sẽ đưa ra một lời kêu gọi chống bảo hộ mậu dịch và trả lại thương mại tự do, bất chấp cuộc khủng hoảng tài chính toàn cầu. Trước cuộc họp của các nhà lãnh đạo quốc gia, khoảng 800 lãnh đạo doanh nghiệp đã tập trung tại Peru để thảo luận thương mại. Các quan chức cấp cao cũng gặp nhau sau những cánh cửa đóng kín để bố trí chương trình nghị sự cho hội nghị thượng đỉnh vào cuối tuần. Thứ trưởng ngoại giao Peru, Gonzalo Gutierrez, nói về cuộc họp trước khi các nhà lãnh đạo nhóm họp rằng "Chủ đề chính mà chúng tôi theo sau trong cuộc họp này... là chúng ta nên tránh bất kỳ sự bảo hộ chi phí nào."
Các quan chức cấp cao tìm cách sử dụng hội nghị để theo dõi cuộc họp G20 tuần trước tại Washington, D.C. Trong lời cảnh báo chống lại "chủ nghĩa bảo hộ", Bộ trưởng Ngoại giao nước chủ nhà, José García Belaúnde, nói rằng "Chúng tôi tái khẳng định sự phản đối của chúng tôi đối với các rào cản thương mại và đầu tư. Chúng tôi đã quyết định tiếp tục hỗ trợ hệ thống thương mại đa phương, bao gồm Tổ chức Thương mại Thế giới" và hỗ trợ kết luận cho Vòng Phát triển Doha.
Các bộ trưởng thương mại và ngoại giao APEC đã đưa ra tuyên bố trước cuộc họp nói rằng "Chúng ta đang ở trong tình trạng kinh tế khó khăn nhất kể từ khi APEC được tạo ra vào năm 1989. Tất cả các nền kinh tế APEC đang bị ảnh hưởng bởi cuộc khủng hoảng tài chính toàn cầu và chúng ta có thể cảm thấy giảm đáng kể tỷ lệ tăng trưởng khu vực trong thập kỷ qua."
Tổng thống Mỹ George W. Bush cũng đặt hy vọng của mình vào các nhà lãnh đạo của hội nghị cấp cao để ủng hộ việc tuyên bố G20 cho cuộc khủng hoảng kinh tế toàn cầu. Ông cũng hy vọng sẽ thúc đẩy mối quan hệ thương mại chặt chẽ hơn trong số 21 thành viên của nhóm. Trợ lý của Bush về các vấn đề kinh tế quốc tế, Dan Price, cho biết: "Chắc chắn một trong những ưu tiên của chúng tôi... sẽ tìm cách mở rộng sự hỗ trợ cho tuyên bố đó bằng cách có được sự xác nhận bởi các thành viên khác của APEC." Tuy nhiên, ông đã từ chối xây dựng cuộc nói chuyện về sự khẳng định như vậy, "Tôi không muốn phán xét trước những gì họ sẽ làm." Chỉ có 9 thành viên APEC ở hội nghị thượng đỉnh Washington trước đó, nhưng khi Bush đang dự hội nghị thượng đỉnh cuối cùng của mình ở Nam Mỹ, ông đã tìm cách kêu gọi nhiều tiểu bang hơn trong cuộc chiến chống khủng hoảng tài chính đe dọa kéo nền kinh tế toàn cầu vào suy thoái nghiêm trọng hơn.
Thủ tướng Canada Stephen Harper đã nhắm tới kỳ vọng rằng thương mại tự do có thể là thuốc giải độc cho cuộc khủng hoảng kinh tế toàn cầu đang diễn ra, vì ông cũng tìm cách hỗ trợ cho một số thỏa thuận thương mại tự do, hoặc khai báo không chính thức hoặc hiệp ước chính thức. Bộ trưởng Ngoại giao của ông, Lawrence Cannon, đã hỗ trợ APEC như một sự theo dõi để có được sự đồng thuận về hành động từ Washington một tuần trước đó: "Các đồng nghiệp của tôi cũng như tôi nhận ra tầm quan trọng của thời điểm cụ thể này, tầm quan trọng của việc có thể theo dõi tuyên bố Washington. " Chủ tịch Hội đồng Giám đốc điều hành Canada, Tom d'Aquino, cũng muốn các nhà lãnh đạo APEC đẩy mạnh để giữ cho thị trường mở cửa. "Điều tồi tệ nhất trên thế giới vào thời điểm khó khăn lớn là mọi người cố gắng xây dựng các rào cản và pháo đài chống lại đầu tư trực tiếp nước ngoài hoặc sự cởi mở của thương mại quốc tế". Hơn nữa, các nước APEC được kỳ vọng sẽ ký kết vào chiến lược 47-điểm của kế hoạch hành động G20 xác nhận các biện pháp bảo vệ mới cho hệ thống tài chính toàn cầu.
Thủ tướng Úc Kevin Rudd tìm cách thúc đẩy kế hoạch của mình để có một diễn đàn theo phong cách Liên minh châu Âu trong khu vực châu Á-Thái Bình Dương. Tầm nhìn dài hạn của Rudd là nhìn thấy một nhóm châu Á-Thái Bình Dương mới để giải quyết các thách thức về kinh tế, an ninh và chính trị khu vực. Để làm được điều này, ông muốn thấy việc thành lập một khối thương mại bao gồm "những nền kinh tế năng lượng" như Hoa Kỳ, Trung Quốc và Nhật Bản, mặc dù ông đã thực hiện một cuộc xem xét lớn bằng cách nhấn mạnh rằng một liên minh mới như vậy sẽ không thay thế cho bất kỳ tổ chức hiện tại nào kể cả ASEAN. "Tham vọng của chúng tôi vẫn là tạo ra một cộng đồng châu Á - Thái Bình Dương vào năm 2020, tập hợp Hoa Kỳ, Trung Quốc, Ấn Độ, Indonesia, Nhật Bản và các quốc gia khác trong khu vực, với một chương trình nghị sự rộng lớn để đối phó với những thách thức chính trị, kinh tế và an ninh của tương lai. Như chúng ta đã biết, hiện tại không có cơ quan nào trong khu vực làm điều đó."

## Hội nghị thượng đỉnh cuối tuần
Sau ngày đầu tiên của cuộc đàm phán, người đứng đầu nhà nước đã ban hành một tuyên bố cam kết thúc đẩy các cuộc đàm phán thương mại toàn cầu và cải cách các tổ chức cho vay toàn cầu để giữ cho thế giới khỏi rơi vào suy thoái kinh tế. Họ cũng cho biết họ sẽ không tăng rào cản mới để đầu tư hoặc giao dịch trong 12 tháng tới. Tuy nhiên, tuyên bố này đã được xem là trong khả năng không ràng buộc và không có giá trị nhiều vì nó phần lớn lặp lại cùng một kết luận của cuộc họp Washington một tuần trước đó.
Hội nghị thượng đỉnh kết thúc với một tuyên bố và khẳng định các biện pháp để đối phó với cuộc khủng hoảng kinh tế toàn cầu.

### Các cuộc họp đa phương

#### Quan hệ qua eo biển
Cựu Thủ tướng Đài Loan Liên Chấn đã gặp Chủ tịch Trung Quốc Hồ Cẩm Đào trong khoảng 40 phút tại một khách sạn ở Lima, Peru. Các quan chức trong hội nghị thượng đỉnh Đài Bắc Trung Quốc gọi đó là cuộc họp cấp cao nhất trong bối cảnh quốc tế kể từ năm 1949.

#### Nga–Hoa Kỳ

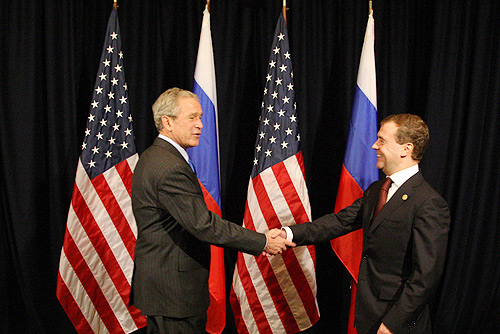
Tổng thống Nga Dmitry Medvedev trong cuộc gặp với Tổng thống Hoa Kỳ George W. Bush tại Hội nghị APEC ngày 23 tháng 11 năm 2008

Bush đã tổ chức cuộc họp cuối cùng với tư cách là tổng thống Mỹ với một nhà lãnh đạo Nga, gặp gỡ Tổng thống Nga Dmitry Medvedev. Ông Bush nói về cuộc họp, nói thêm rằng "Đó là một khoảnh khắc thú vị bởi vì tôi đã có rất nhiều cuộc gặp gỡ với Dmitry và Vladimir Putin. Đây sẽ là cuộc họp cuối cùng của tôi với tư cách là tổng thống ngồi với người đứng đầu nước Nga. Tôi đã cố gắng làm việc chăm chỉ để biến nó trở thành mối quan hệ thân mật, khi chúng ta cần làm việc cùng nhau, và khi chúng ta không đồng ý chúng ta có thể làm theo cách thể hiện sự tôn trọng của hai quốc gia. " Medvedev nói thêm rằng "Nói chung, bất chấp sự tồn tại điểm khác biệt lớn giữa chúng tôi, chúng tôi đã làm việc tốt và sẽ tiếp tục công việc này."
Cuộc thảo luận của họ bao gồm phòng thủ tên lửa và xung đột Gruzia đến chương trình hạt nhân Iran. Cả hai cũng đã đồng ý khám phá một chiến lược chung về hải tặc Somalia. Ngoại trưởng Nga Sergei Lavrov kết luận rằng "Cuộc họp diễn ra trong một bầu không khí rất tốt, với cả hai nhà lãnh đạo hiểu được tầm quan trọng của mối quan hệ giữa hai nước. Có một mong muốn rõ ràng là không bị ám ảnh bởi sự khác biệt." Phát ngôn viên Nhà Trắng Dana Perino cũng nói thêm rằng "Tổng thống Bush và Tổng thống Medvedev có một cuộc trao đổi thân mật, trung thực và trực tiếp. Họ đã thảo luận nhiều vấn đề, bao gồm cả những khác biệt của chúng tôi về vấn đề Gruzia."

#### Canada, Mexico, Hồng Kông
Khi thảo luận về hậu quả của cuộc khủng hoảng kinh tế toàn cầu, lãnh đạo Hồng Kông Tăng Âm Quyền, đã tham gia vào các nhà lãnh đạo khác trong việc báo hiệu nhu cầu "Tăng cường đầu tư và thương mại tự do toàn cầu: cần những ưu tiên chính?" Ông cũng nhấn mạnh sự cần thiết phải hỗ trợ WTO nhằm đạt được tự do hóa thương mại toàn cầu để giảm nghèo, ông nói thêm rằng "Thế giới đang bị biến động, nhưng chúng ta nên có một chút bình tĩnh và yên tâm. Đó là thời gian để chia sẻ kinh nghiệm và kiến thức để xây dựng một nền kinh tế phối hợp hơn. " Stephen Harper của Canada đã hỏi "Cuộc khủng hoảng tài chính ảnh hưởng như thế nào đến chương trình nghị sự của APEC: có cần thiết phải suy nghĩ lại các ưu tiên không?" Đáp lại, ông trả lời rằng "Chính phủ trực tiếp tham gia vào quy chế ngân hàng, thay vì các ngân hàng do chính phủ lãnh đạo, là giải pháp cho cuộc khủng hoảng tài chính". Felipe Calderón của Mexico đã nói về những sai lầm được đưa ra trong việc dẫn đầu cho sự thất bại hiện tại về những cải cách cơ cấu mà México đã thực hiện trong năm qua. Ông nói thêm rằng "Giao dịch tự do tạo ra phúc lợi công cộng: giải pháp thị trường và không có vấn đề gì trong cuộc khủng hoảng này;" sau đó ông nhấn mạnh sự tăng trưởng của các nền kinh tế như Trung Quốc và Peru khi ông tuyên bố "đây chính là các cơ hội."

## Những kết luận sau hội nghị thượng đỉnh
Colombia nhắc lại sự quan tâm để được trở thành một thành viên hính thức của APEC trong tương lai. Tổng thống Álvaro Uribe nhấn mạnh những đức tính và thành tựu của Colombia khi ông cũng đảm bảo "sự tôn trọng tuyệt đối cho đầu tư tư nhân."
Tuyên bố của các nhà lãnh đạo APEC thể hiện cam kết với thị trường tự do và sự cởi mở của nền kinh tế, trong khi họ cũng không kiềm chế được rào cản mới đối với đầu tư hoặc trao đổi hàng hóa và dịch vụ trong 12 tháng tới.
Họ giải quyết vấn đề khủng hoảng tài chính nói rằng họ đã "thực hiện những hành động khẩn cấp và phi thường", trong khi nhấn mạnh rằng họ sẽ "tiếp tục phối hợp chặt chẽ và tích hợp để thực hiện các hành động tiếp theo nhằm giúp chúng ta đối phó với cuộc khủng hoảng này". Tuyên bố Lima đề xuất các biện pháp cụ thể, chẳng hạn như quy định và giám sát hệ thống tài chính, cũng như nhu cầu phát triển các tiêu chuẩn hiệu quả hơn về quản trị doanh nghiệp, với Trách nhiệm Xã hội của Doanh nghiệp. Họ cũng ủng hộ Tuyên bố Washington có chữ ký của G20.
Ngoài ra, họ cũng ủng hộ "Kế hoạch hành động" cho cải cách thị trường tài chính được đề xuất tại hội nghị thượng đỉnh. Theo cách đó, cần có "sự hợp tác kinh tế vĩ mô chặt chẽ, tránh thặng dư tiêu cực, hỗ trợ các nền kinh tế mới nổi và các nước đang phát triển, phản ánh và củng cố các tổ chức tài chính quốc tế". Tóm lại, tuyên bố ủng hộ niềm tin rằng "các nguyên tắc của luật đầu tư, tự do thương mại và mở cửa thương mại sẽ tiếp tục dẫn đến tăng trưởng toàn cầu, tạo việc làm và giảm nghèo."